# Liste der Baudenkmale in Vierlinden
In der Liste der Baudenkmale in Vierlinden sind alle Baudenkmale der brandenburgischen Gemeinde Vierlinden eingetragen. Grundlage ist die Veröffentlichung der Landesdenkmalliste mit dem Stand vom 31. Dezember 2020.

## Baudenkmale in den Ortsteilen
In den Spalten befinden sich folgende Informationen:
- ID-Nr.: Die Nummer wird vom Brandenburgischen Landesamt für Denkmalpflege vergeben. Ein Link hinter der Nummer führt zum Eintrag über das Denkmal in der Denkmaldatenbank. In dieser Spalte kann sich zusätzlich das Wort Wikidata befinden, der entsprechende Link führt zu Angaben zu diesem Denkmal bei Wikidata.
- Lage: die Adresse des Denkmales und die geographischen Koordinaten. Link zu einem Kartenansichtstool, um Koordinaten zu setzen. In der Kartenansicht sind Denkmale ohne Koordinaten mit einem roten beziehungsweise orangen Marker dargestellt und können in der Karte gesetzt werden. Denkmale ohne Bild sind mit einem blauen bzw. roten Marker gekennzeichnet, Denkmale mit Bild mit einem grünen beziehungsweise orangen Marker.
- Bezeichnung: Bezeichnung in den offiziellen Listen des Brandenburgischen Landesamtes für Denkmalpflege. Ein Link hinter der Bezeichnung führt zum Wikipedia-Artikel über das Denkmal.
- Beschreibung: die Beschreibung des Denkmales
- Bild: ein Bild des Denkmales und gegebenenfalls einen Link zu weiteren Fotos des Baudenkmals im Medienarchiv Wikimedia Commons

### Alt Rosenthal
| ID-Nr.            | Lage                   | Bezeichnung | Beschreibung                                                                                               | Bild           |
| ----------------- | ---------------------- | ----------- | --- | -------------- |
| 09180718 Wikidata | Bahnhofstraße 3 (Lage) | Dorfkirche  | Die evangelische Kirche wurde von 1697 bis 1698 erbaut, dabei wurden Reste eines Vorgängerbaues verwendet. | weitere Bilder |

### Diedersdorf
| ID-Nr.            | Lage                             | Bezeichnung | Beschreibung | Bild           |
| ----------------- | -------------------------------- | --- | ------------ | -------------- |
| 09180410 Wikidata | Diedersdorf 48-52, 58, 59 (Lage) | Gutsanlage mit Herrenhaus, Park mit Pavillonruine, Wirtschaftshof einschließlich Ehrenhof mit straßenseitiger Einfriedung, Stallgebäude, Gästehaus, Wirtschaftshaus, Brennerei mit Nebengebäude sowie Eiskeller |              | weitere Bilder |
| 09180412          | B 1 ()                           | Viertelmeilenstein, bei km 21,4 |              | weitere Bilder |
| 09180413          | B 1 ()                           | Halbmeilenstein, bei km 23,3 |              | weitere Bilder |
| 09180414          | B 1 ()                           | Viertelmeilenstein, bei km 25,2 |              | weitere Bilder |
| 09180409 Wikidata | Seestraße 2 (Lage)               | Dorfkirche |              | weitere Bilder |

### Friedersdorf
| ID-Nr.            | Lage                     | Bezeichnung                                         | Beschreibung | Bild                                                |
| ----------------- | ------------------------ | --------------------------------------------------- | --- | --------------------------------------------------- |
| 09180441 Wikidata | (Lage)                   | Dorfkirche                                          | Die evangelische Dorfkirche stammt im Ursprung aus dem 13. Jahrhundert. Im Jahre 1702 ist sie im barocken Stil umgebaut worden. | weitere Bilder                                      |
| 09180442 Wikidata | (Lage)                   | Speicher mit technischer Ausrüstung                 | | weitere Bilder                                      |
| 09180227          | Tuchebander Weg 2 (Lage) | Inspektorenhaus des ehemaligen Vorwerks Ludwigslust | | Inspektorenhaus des ehemaligen Vorwerks Ludwigslust |

### Görlsdorf
| ID-Nr.            | Lage               | Bezeichnung | Beschreibung | Bild           |
| ----------------- | ------------------ | ----------- | --- | -------------- |
| 09180719 Wikidata | Am Fließ 32 (Lage) | Dorfkirche  | Die Dorfkirche aus dem 14. Jahrhundert ist ein massiver rechteckiger Feldsteinbau mit einem wuchtigen wehrhaften Querturm. | weitere Bilder |

### Marxdorf
| ID-Nr.            | Lage                 | Bezeichnung                       | Beschreibung | Bild                              |
| ----------------- | -------------------- | --------------------------------- | --- | --------------------------------- |
| 09180530 Wikidata | Dorfstraße (Lage)    | Dorfkirche                        | Der Templerorden als Patronatsherr errichtete die Dorfkirche in Feldsteinquaderbauweise mit eingezogenem Rechteckchor und den Turm in Schiffsbreite. | weitere Bilder                    |
| 09180981          | Dorfstraße 41 (Lage) | Zweifamilienhaus für Landarbeiter | | Zweifamilienhaus für Landarbeiter |

### Neuentempel
| ID-Nr.            | Lage                  | Bezeichnung                                            | Beschreibung | Bild                                                   |
| ----------------- | --------------------- | ------------------------------------------------------ | ------------ | ------------------------------------------------------ |
| 09180792          | Neuentempel 1 (Lage)  | Schmiede                                               |              | Schmiede                                               |
| 09180232          | Neuentempel 8 (Lage)  | Schwarze Küche mit Mantelschornstein und Leuchtkaminen |              | Schwarze Küche mit Mantelschornstein und Leuchtkaminen |
| 09180415 Wikidata | Neuentempel 10 (Lage) | Dorfkirche                                             |              | weitere Bilder                                         |

### Worin
| ID-Nr.            | Lage                    | Bezeichnung                       | Beschreibung | Bild           |
| ----------------- | ----------------------- | --------------------------------- | --- | -------------- |
| 09180715 Wikidata | (Lage)                  | Dorfkirche                        | Die Feldsteinkirche entstand im 15. Jahrhundert. Im Innenraum steht unter anderem ein Kanzelaltar aus der Mitte des 19. Jahrhunderts, der im Dehio-Handbuch als „schlicht“ bezeichnet wird. | weitere Bilder |
| 09181218 Wikidata | Alte Straße 3 (Lage)    | Mehrfamilienhaus mit Nebengebäude | | weitere Bilder |
| 09180716 Wikidata | Alte Straße 7 (Lage)    | Gutshaus                          | | weitere Bilder |
| 09180717 Wikidata | Lösnitzstraße 20 (Lage) | Wassermühle                       | Das dreigeschossige Mühlengebäude wurde 1398 erstmals erwähnt. Es dient im 21. Jahrhundert als Museum.                                                                                      | weitere Bilder |